# Seer Green
Seer Green è un villaggio e parrocchia civile dell'Inghilterra, appartenente alla contea del Buckinghamshire.